# エレナ・ルンガルディエル
- エレナ・ルンガルディエール

エレナ・ルンガルディエル（Elena Runggaldier、1990年7月10日 - ）は、イタリア、ボルツァーノ県ボルツァーノ出身の元スキージャンプ選手。
弟のマティアはノルディック複合のイタリア代表である。

## プロフィール
サンタ・クリスティーナ・ヴァルガルデーナ在住の学生で、G.S. Fiamme Gialleに所属している。
2003年のサマーシーズンからFISの国際大会に出場、2005年からスキージャンプ・コンチネンタルカップに参戦、2月16日には8位となった。
2006年のノルディックスキージュニア世界選手権で銅メダルを獲得、4日後のコンチネンタルカップでは4位となった。
2007年のジュニア世界選手権では9位に終わったが2008年の同大会では銀メダルを獲得した。
2009年のジュニア世界選手権は13位、2009年ノルディックスキー世界選手権では32位と低迷したものの、2010年ジュニア世界選手権では金メダルを獲得した。
2010-2011シーズンは10月1日にコンチネンタルカップ初勝利、ユニバーシアードで金メダルを獲得、2011年ノルディックスキー世界選手権ではダニエラ・イラシュコに次いで銀メダルを獲得した。コンチネンタルカップのシーズン総合は12位となった。
2014年ソチオリンピック代表に選出され、29位となった。
2020年現役を引退、フランスの元ノルディック複合選手フランソワ・ブローと結婚した。

## 主な成績

### 冬季オリンピック
- 2014年ソチオリンピック（ ロシア）
  - 女子個人ノーマルヒルHS106 - 29位

### ノルディックスキー世界選手権
- 2009年リベレツ大会（ チェコ）
  - 個人HS100 - 32位
- 2011年オスロ大会（ ノルウェー）
  - 個人HS106 - 2位
- 2013年ヴァル・ディ・フィエンメ大会（ イタリア）
  - 個人HS106 - 12位
  - 混合団体HS100 - 7位
- 2015年ファールン大会（ スウェーデン）
  - 個人HS100 - 30位
  - 混合団体HS100 - 9位

### FISワールドカップ
- FISスキージャンプ・ワールドカップ 最高順位 5位
- 初出場 2011年12月3日 ノルウェー・リレハンメル大会 4位

| 個人総合成績 | 個人総合成績 | 個人総合成績 | 個人総合成績 | 個人総合成績 | 個人総合成績 |
| シーズン     | 総合         | 優勝         | 準優勝       | 3位          |              |
| ------------ | ------------ | ------------ | ------------ | ------------ | ------------ |
| 2011/12      | 31位         | 0回          | 0回          | 0回          |              |
| 2012/13      | 20位         | 0回          | 0回          | 0回          |              |
| 2013/14      | 27位         | 0回          | 0回          | 0回          |              |
| 2014/15      | 37位         | 0回          | 0回          | 0回          |              |
| 2015/16      | 16位         | 0回          | 0回          | 0回          |              |
| 2016/17      | 21位         | 0回          | 0回          | 0回          |              |
| 合計         | ---          | 0回          | 0回          | 0回          |              |